# Piedra Punta
Piedra Punta es una localdiad peruana ubicada en el distrito de Sapillica, perteneciente a la provincia de Ayabaca del departamento de Piura, al norte del Perú. 

## Ubicación
Piedra Punta se ubica al oeste de la provincia de Ayabaca, en el distrito de Sapillica, en el departamento de Piura.

## Demografía
En 2017 Piedra Punta tenía una población de 35 habitantes.
| Gráfica de evolución demográfica de Piedra Punta entre 1993 y 2017 |
|                                                                    |
| Fuentes: Población 1993 y 2017                                     |